# Jumada al-akhira
Jumada al-akhira (arabiska: جُمَادَىٰ ٱلْآخِرَة), även känd som jumada al-thani (arabiska: جُمَادَىٰ ٱلثَّانِي) är den sjätte månaden i den islamiska kalendern. Den islamiske profeten Muhammeds dotter Fatima föddes den 20 jumada al-thani i Mecka.